# Exotheca
Exotheca Andersson é um género botânico pertencente à família Poaceae, subfamília Panicoideae, tribo Andropogoneae.
Suas poucas espécies ocorrem na África e regiões tropicais da Ásia.

## Espécies
- Exotheca abyssinica (Hochst. ex A. Rich.) Andersson
- Exotheca chevalieri (A. Camus) A. Camus ex M. Schmid